# Montot (Côte-d’Or)
Montot ist eine französische Gemeinde mit 205 Einwohnern (Stand: 1. Januar 2022) im Département Côte-d’Or in der Region Bourgogne-Franche-Comté (vor 2016 Bourgogne). Sie gehört zum Kanton Brazey-en-Plaine im Arrondissement Beaune.

## Lage
Montot liegt etwa 29 Kilometer südöstlich von Dijon. Die Gemeinde grenzt im Norden an Tart, im Osten an Trouhans, im Süden an Saint-Usage sowie im Westen an Brazey-en-Plaine.

## Bevölkerungsentwicklung
| Jahr                       | 1962 | 1968 | 1975 | 1982 | 1990 | 1999 | 2006 | 2011 | 2019 |
| -------------------------- | ---- | ---- | ---- | ---- | ---- | ---- | ---- | ---- | ---- |
| Einwohner                  | 173  | 164  | 140  | 153  | 199  | 203  | 201  | 196  | 194  |
| Quellen: Cassini und INSEE |      |      |      |      |      |      |      |      |      |

## Sehenswürdigkeiten

Kirche Saint-Rémi

- Kirche Saint-Rémi
- Schloss Montot